# Chengiopanax
Chengiopanax  é um gênero vegetal da família Araliaceae.

## Espécies
- Chengiopanax fargesii (Franch.) C.B.Shang & J.Y.Huang
- Chengiopanax sciadophylloides (Franch. & Sav.) C.B.Shang & J.Y.Huang